# Odeon (München)

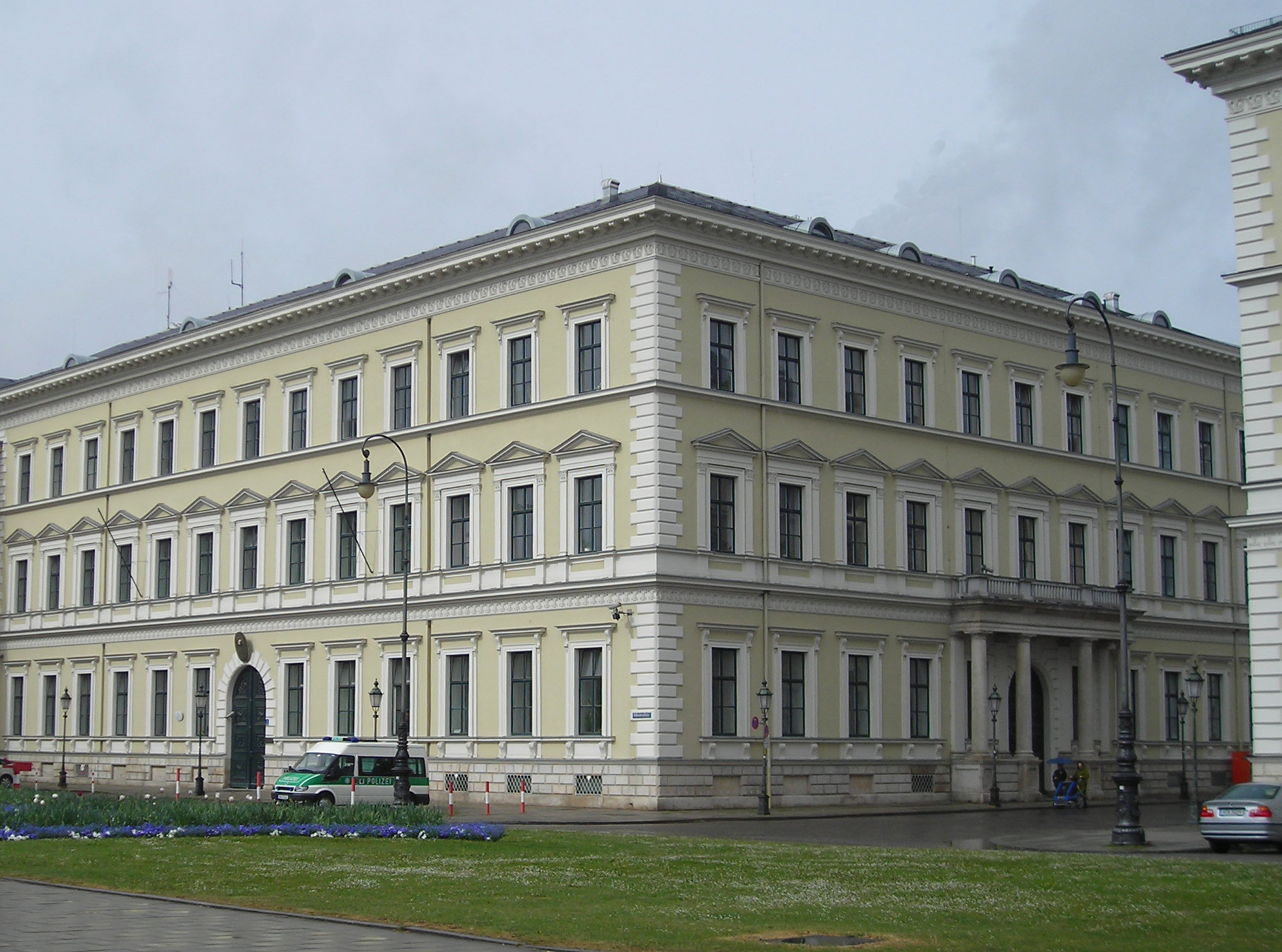
Odeon von der Ludwigstr. Richtung Brienner Str. gesehen

Das Odeon in München ist ein ehemaliges Konzerthaus (Odeon) des frühen 19. Jahrhunderts, das nach starken Kriegszerstörungen zum Dienstsitz des bayerischen Innenministeriums umgebaut wurde. Es liegt an dem nach ihm benannten Odeonsplatz, dem Ausgangspunkt der Ludwigstraße. Seine heutige Adresse lautet Odeonsplatz 3.

## Baugeschichte und -beschreibung

Konzertsaal, um 1910

Panorama des überdachten Innenhofes, 2008

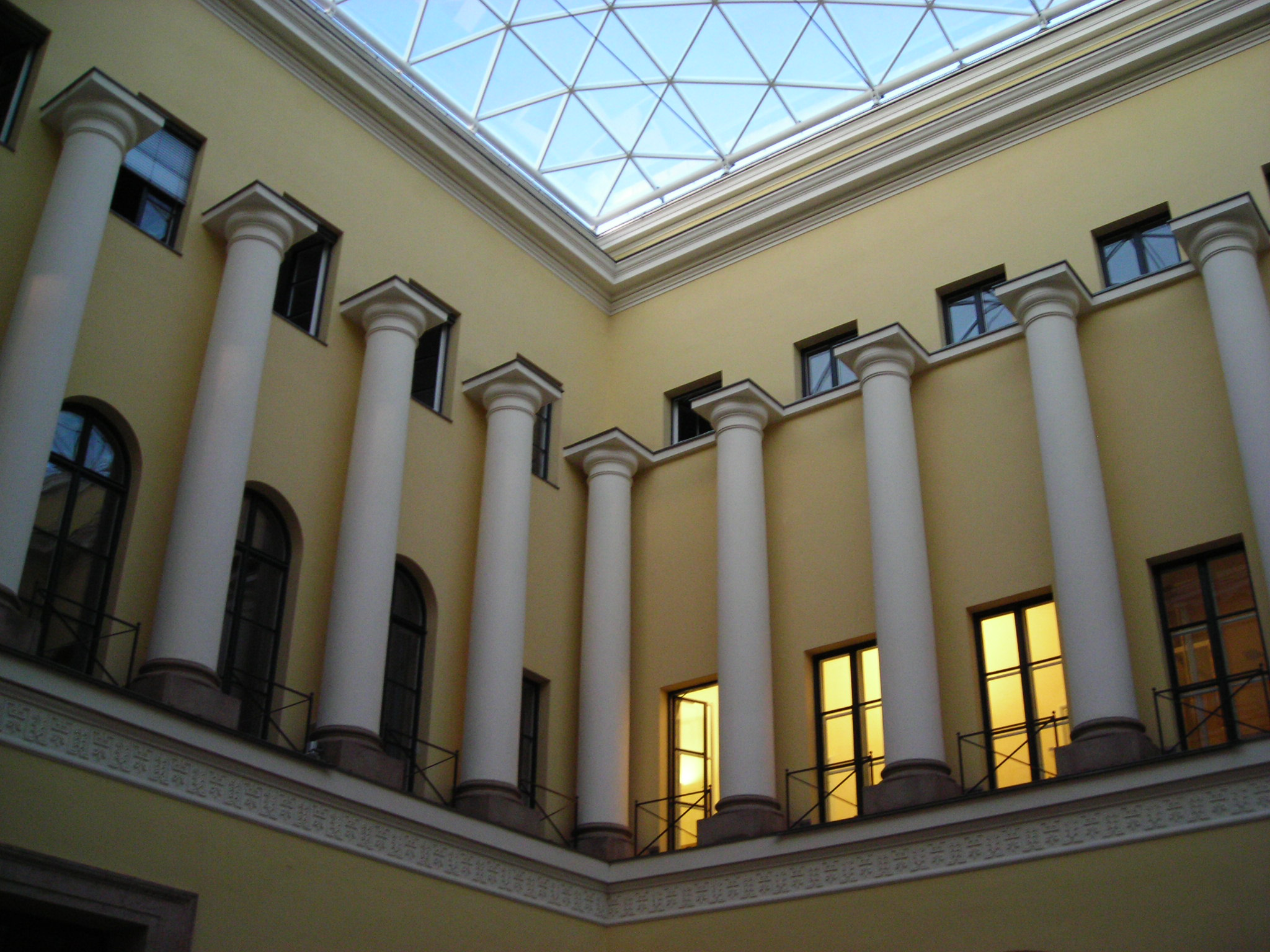
Der überdachte Innenhof nach der Renovierung 2007

Das Odeon wurde 1826–1828 durch Leo von Klenze errichtet. Es wurde als bürgerlicher Konzert- und Ballsaal genutzt. Die Fassade zum Odeonsplatz wurde aus Gestaltungsgründen spiegelbildlich zum vom selben Architekten entworfenen Palais Leuchtenberg ausgeführt, so dass seine Funktion von außen nicht ablesbar war. Der Saal hat eine halbrunde Exedra für das Orchester und übereinander gestellte Säulenreihen. In zehn Rundnischen hinter der Exedra befanden sich von Johannes Leeb geschaffene Büsten der nach damaligem Verständnis bedeutendsten Komponisten der Musikgeschichte (Beethoven, Mozart, Gluck, Händel, Haydn, Vogler, Méhul, Weber, Cimarosa und Winter). Die Decke zierten Fresken im Nazarenerstil, und zwar Apollo unter den Musen von Wilhelm Kaulbach, Apoll unter den Hirten von Adam Eberle und Das Urteil des Midas von Hermann Anschütz. Bis 1985 diente der nach dem Krieg erbaute Herkulessaal in der Residenz den Zwecken, die zuvor das Odeon erfüllt hatte. Das Odeon war „eine der außergewöhnlichsten klassizistischen Lösungen der Bauaufgabe Konzertsaal“.
Bei einem Bombenangriff im Zweiten Weltkrieg wurde das Gebäude bis auf die Umfassungsmauern zerstört. Ab 1951 wurde es durch den Architekten Josef Wiedemann als Innenministerium wieder aufgebaut. Die Fassade wurde bis zum Jahr 1954 wiedererrichtet. Der ehemalige Konzertsaal wurde zum Innenhof. Zahlreiche Forderungen von Musik- und Architekturliebhabern zur Rekonstruktion und Wiedernutzung des Saals für Konzerte blieben erfolglos. Im Jahr 2007 wurde der Hof vom Architekturbüro Ackermann und Partner durch ein Glasdach (Gitterschale) überdeckt und ist so zumindest teilweise wieder als Raum erlebbar.